# Spy Daddy
Spy Daddy ist eine US-amerikanische Direct-to-DVD-Spionage-Komödie aus dem Jahr 2010. Regie führte Brian Levant. Die Hauptrollen übernahmen Jackie Chan, Billy Ray Cyrus, Amber Valletta und George Lopez.

## Handlung
Der chinesische Spion Bob Ho arbeitet als Schreibwarenvertreter getarnt für die CIA und lebt in einer amerikanischen Vorstadt. Als Bob sich in seine Nachbarin Gillian verliebt, will er den gefährlichen Job an den Nagel hängen. Der gemeinsamen Zukunft stehen allerdings nicht nur Gillians drei Kinder (die pubertierende Farren, der computervernarrte Ian und die kleine Nora) im Wege, die ihn nicht als Stiefvater haben wollen, sondern auch „Superschurke“ Poldark, der mit Hilfe einer geheimen Formel große Teile der globalen Ölreserven vernichten will. Poldark will so den Weltmarktpreis kontrollieren. Als Gillian verreisen muss, kümmert Bob sich in der Zeit um ihre Kinder. Die Situation wird brenzlig, als er von dem CIA-Mitarbeiter Colton James darüber informiert wird, dass irgendjemand heimlich von seinem Computer eine chemische und sehr brisante Formel heruntergeladen hat, die wiederum der Terrorist Poldark braucht, um sein Vorhaben in die Tat umzusetzen. Dieser setzt alles daran die Formel wiederzubeschaffen und so müssen sich Bob und die Kinder einer Vielzahl von Agenten erwehren.

## Kritiken
„Wegen Billy Ray Cyrus braucht sich die Familienkomödie niemand anzusehen. Seine Rolle ist minimal. Und Jackie-Chan-Fans dürfte ‚Spy Daddy‘ zu kindisch sein. Aber Knirpse haben hier definitiv ihren Spaß.“

„Angesichts der löchrigen Story kann auch Action-Superstar Jackie Chan den Film nicht retten.“

## Synchronisation
| Rolle         | Darsteller        | Synchronsprecher   |
| ------------- | ----------------- | ------------------ |
| Bob Ho        | Jackie Chan       | Stefan Gossler     |
| Colton James  | Billy Ray Cyrus   | Thomas Amper       |
| Gillian       | Amber Valletta    | Solveig Duda       |
| Farren        | Madeline Carroll  | Malika Bayerwaltes |
| Glaze         | George Lopez      | Wolfgang Müller    |
| Ian           | Will Shadley      | Sandro Iannotta    |
| Larry         | Lucas Till        | Patrick Roche      |
| Nora          | Alina Foley       | Liv Wagener        |
| Anton Poldark | Magnús Scheving   |                    |
| Creel         | Katherine Boecher |                    |

## Auszeichnungen
- 2011: Goldene Himbeere: Nominierung in der Kategorie Schlechtester Nebendarsteller für Billy Ray Cyrus und George Lopez.[5]